# Agrossilvicultura

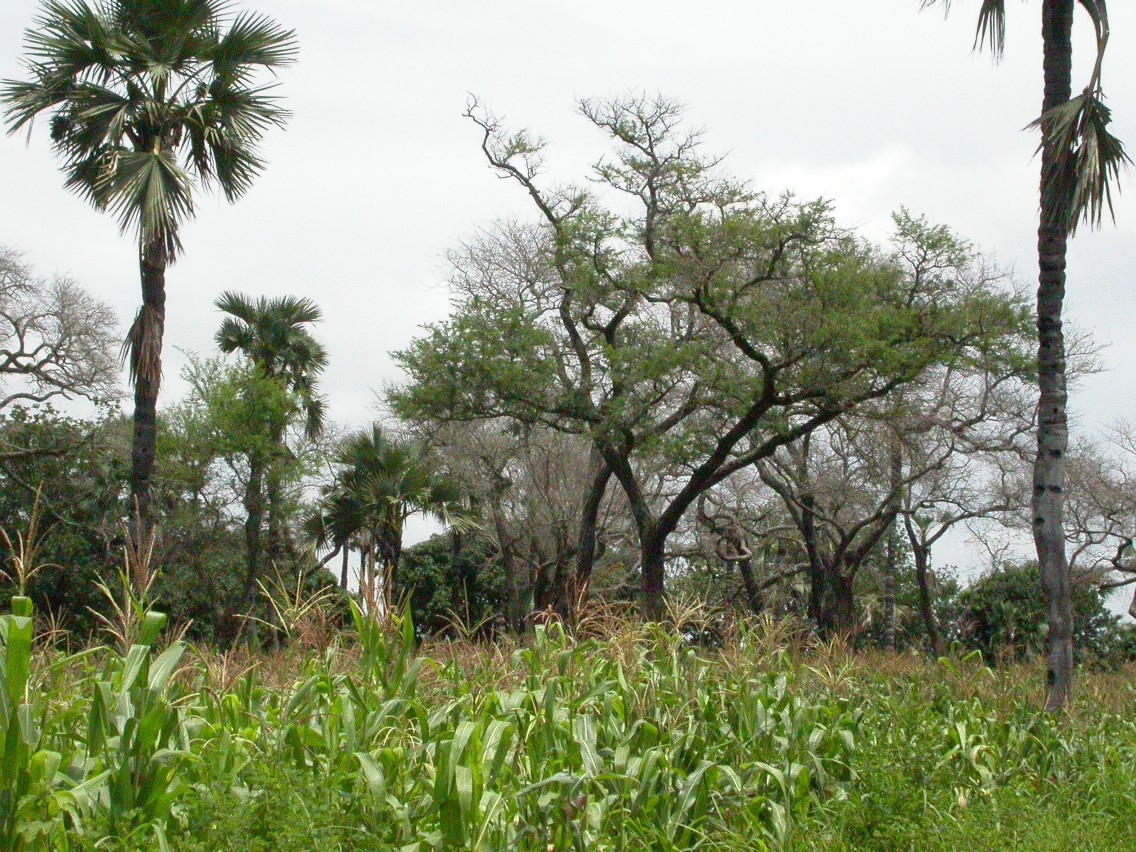
Agrofloresta em Banfora, Burkina Faso.

A agrossilvicultura é a ciência, a prática de estudo e a arte de cultivar árvores em conjunto com culturas agrícolas. O surgimento da agrossilvicultura como ciência ocorreu a partir da década de 1970, quando foram realizados grandes estudos sobre o papel das árvores nos solos tropicais. Apesar de surgir como ciência só recentemente a agrossilvicultura já era praticada mesmo antes do advento da agricultura moderna.
Atualmente, a agrossilvicultura desponta como uma alternativa muito promissora para os produtores rurais dos países de Terceiro Mundo e dos países em desenvolvimento, sobretudo pelas vantagens que a mesma traz para a pequena e média propriedade rural. A correta aplicação das técnicas de agrossilvicultura na agricultura resultam nos chamados sistemas agroflorestais (SAFs), já a aplicação destas técnicas na pecuária resulta nos sistemas agrossilvipastoris.
Ao contrário do que muitos pensam, a agrossilvicultura não consiste, necessariamente, na reconstrução da mata original ou no reflorestamento parcial de áreas desmatadas pela atividade agrícola ou pecuária, mas sim consiste em incluir, nestas mesmas áreas, plantas de interesse econômico e, de preferência, também ambiental, permitindo favorecer simultaneamente o meio ambiente e os negócios do produtor rural, utilizando-se, por exemplo, de conhecimentos da agroecologia e do manejo sustentável.

## História

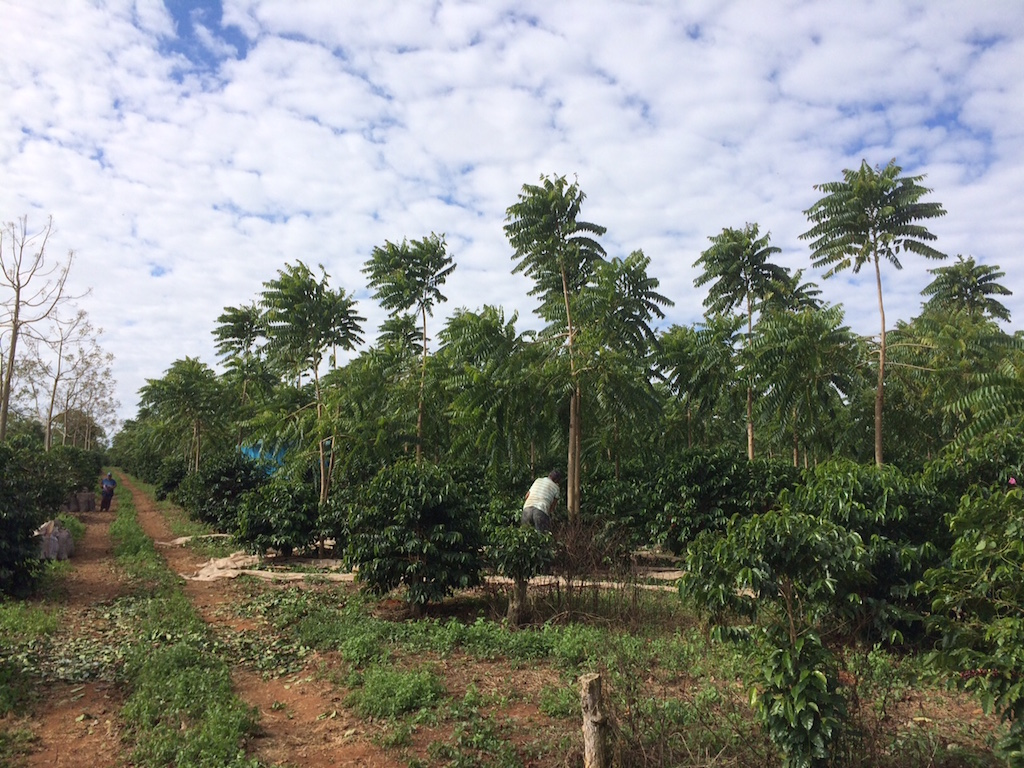
Consórcio de plantio de cedro australiano com café.

No Brasil o surgimento da integração lavoura e silvicultura teve como um dos primeiros registros o trabalho técnico de Gurgel Filho em 1962, que combinou cultivo de milho nas entrelinhas dos plantios de eucalipto. Entretanto, antes disso, de acordo com Andrade e Vecchi, há relatos de plantios de eucaliptos intercalados com a criação de animais da pecuária em 1918. O modelo de experiências retratavam ovinos em reflorestamentos.
Em 1987 foi introduzida a disciplina de agrossilvicultura no Departamento de Engenharia Florestal da Universidade Federal de Viçosa, em Minas Gerais, o que contribuiu com estudos e pesquisas sobre alternativas de sistemas agrossilvipastoris.

## Sistemas agroflorestais
Os sistemas agroflorestais ou agroflorestas apresentam como principais vantagens, frente a agricultura convencional, a fácil recuperação da fertilidade dos solos, o fornecimento de adubos verdes, o controle de ervas daninhas, entre outras coisas.

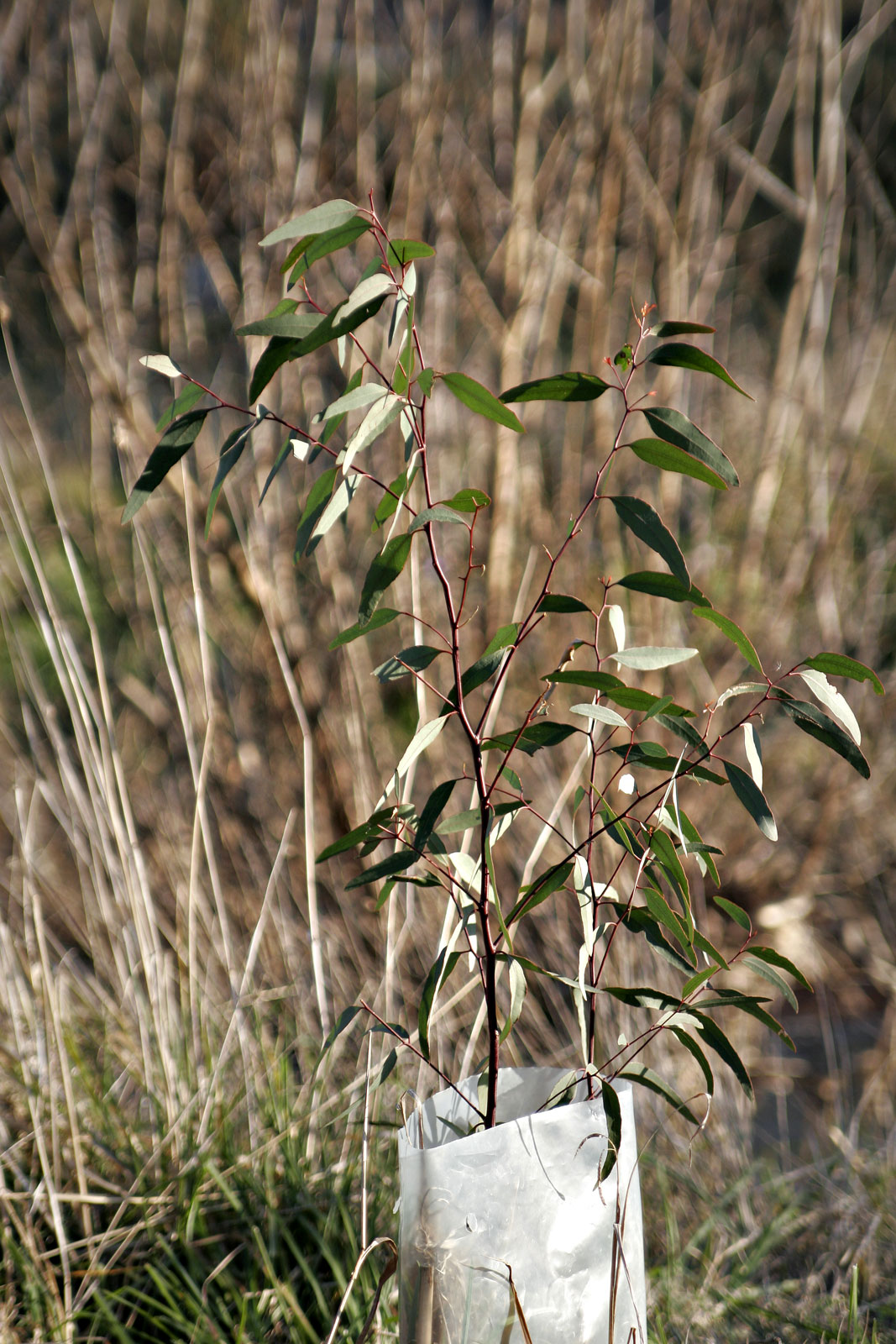
O reflorestamento parcial de uma área antes totalmente agrícola pode trazer, além de lucros, grandes benefícios ao meio ambiente.

A integração da floresta com as culturas agrícolas e com a pecuária oferece uma alternativa para enfrentar os problemas crônicos de degradação ambiental generalizada e ainda reduz o risco de perda de produção. Outro ponto vantajoso dos sistemas agroflorestais é que, na maioria das vezes, as árvores podem servir como fonte de renda, uma vez que a madeira e, por vezes, os frutos das mesmas podem ser explorados e vendidos. A combinação desses fatores encaixa as agroflorestas no modelo de agricultura sustentável.
A modelagem de um sistemas agroflorestal exige grande conhecimento interdisciplinar de botânica, de solos agrícolas, de microfauna e microflora de solos, de função ecofisiológica dos organismos que constituem os vários estratos, de sucessão ecológica e de fitossanidade. Evidentemente que tudo isso deve vir acompanhado de um prévio conhecimento em agronomia e silvicultura, já que é nesses dois ramos que se baseia a agrossilvicultura.
Da mesma forma que um sistema agroflorestal pode trazer mais lucros que um sistema agrícola convencional, ele também pode trazer mais custos, já que existem pelo menos dois grupos principais de componentes que precisam ser profissionalmente manejados e mantidos dentro de um sistema agroflorestal: o componente agrícola, que engloba as plantas herbáceas ou arbustivas, e o componente florestal, que pode ser representado pelas árvores, palmeiras ou outras plantas lenhosas perenes e de origem florestal.
Existem vários tipos de sistemas agroflorestais, sendo que as variações entre os diferentes tipos geralmente se limita ao âmbito estrutural e funcional. As variações estruturais mais comuns são: a composição do sistema (árvores, plantas herbáceas, animais); o arranjo espacial do componente arbóreo (densidade e distribuição das plantas); o arranjo temporal dos componentes e a estratificação vertical. Já em relação às variações funcionais podemos destacar a finalidade produtiva da mesma: o que vai ser explorado economicamente (madeira, fruto, semente, forragem, lenha, etc.); que serviços, em alternativa aos produtos, podem ser prestados e que outros tipos de benefícios planeja-se conseguir com a implantação desse sistema (conservação do solo, quebra-ventos, cercas-vivas).
Muito se pesquisa e se discute sobre quais espécies podem se combinar melhor em um sistema agroflorestal, dentre estas espécies vale destacar o eucalipto, o arroz e a soja, que vem sendo, em conjunto, amplamente utilizados como base de programas de reflorestamento social da pequena e média propriedade rural em diversos países, inclusive no Brasil.

## Sistemas agrossilvipastoris
A integração lavoura, pecuária e floresta dá origem aos diversos tipos de sistemas agrossilvipastoris. Os sistemas buscam alcançar soluções que garantam a produtividade e a conservação ambiental. As áreas, pode, por exemplo, destinar 20% para lavouras, 20% para florestas e 60% para animais. As lavouras podem ser diversificadas ou não como milho, feijão e mandioca; a criação de animais pode ser bovinos, equinos, ovinos ou caprinos; já a área florestal pode ser de espécies plantadas como eucalipto ou áreas nativas.
A agrossilvicultura quando aplicada em prol da otimização da pecuária visa, principalmente, minimizar a competição entre as espécies animais do meio, com o claro objetivo de conciliar o aumento de produtividade e rentabilidade com a proteção ambiental,  promovendo, assim, o desenvolvimento sustentável. Os sistemas podem proporcionar diversos benefícios como a diversificação da produção, conforto térmico para animais, melhoria do valor nutricional da forragem, conservação do solo e da água, etc.
No Brasil há diversos exemplos de atividades que adotam o conceito de agrossilvipastoril, como no Ceará, onde propriedades rurais criam caprinos e ovinos, em consórcio com atividades agrícolas e florestais, no caso, no bioma da Caatinga. A exemplo do Nordeste brasileiro, o sistema agrossilvipastoril integra, numa mesma área, o plantio de roçados (lavoura), a criação de animais (pecuária) e a preservação da mata (floresta), e, assim, aumenta a quantidade de alimentos produzidos com práticas que não degradem a natureza.